# Emmett Shear
Pour les articles homonymes, voir Shear.
Emmett Shear, né en 1983, est un entrepreneur et investisseur américain. Il est le cofondateur de la plateforme de vidéo en direct Justin.tv. Il a occupé le poste de directeur général de Twitch lorsque celle-ci s'est séparée de Justin.tv jusqu'en mars 2023. En 2011, Shear a été nommé partenaire à temps partiel de la société de capital-risque Y Combinator. En novembre 2023, il a brièvement occupé le poste de PDG par intérim d'OpenAI,.

## Jeunesse et éducation
Emmett Shear grandit à Seattle, où il fréquente l'Evergreen School (Shoreline, Washington) (en). C'est là qu'il rencontre son futur cofondateur Justin Kan (en) à l'âge de huit ans, et les deux se lient d'amitié grâce à leurs cours de mathématiques avancés et à leur passion pour Magic : L'Assemblée.
Shear étudie l'informatique en tant qu'étudiant de premier cycle à l'Université de Yale, dont il sort diplômé en 2005,. Il y étudie avec ses futurs cofondateurs de Twitch, Justin Kan et Michael Seibel (en).

## Carrière

### Y Combinator
Shear et Justin Kan font partie de la première promotion de Y Combinator en 2005. Dans le cadre de Y Combinator, ils créent une application de calendrier appelée Kiko, qu'ils vendent finalement sur eBay pour 250 000 dollars après l'introduction de Google Calendar,.

### Justin.tv
En mars 2007, Shear et Justin Kan, ainsi que Michael Seibel et Kyle Vogt (en), lancent Justin.tv, une diffusion vidéo en direct et en continu de la vie de Kan, diffusé via une webcam attachée à sa tête. Le site obtient rapidement une certaine couverture médiatique. En octobre 2007, le site ajoute la possibilité pour d'autres utilisateurs d'héberger leur propre diffusion. Trois ans plus tard, la plateforme avait obtenu 7,2 millions de dollars de financement en capital-risque et déclarait une base d'utilisateurs mensuelle d'environ 31 millions de visiteurs uniques. Sa filiale axée sur le gaming, Twitch, est finalement devenue plus populaire, et Justin.tv a fermé le 5 août 2014.

### Twitch
Après le lancement de Justin.tv en 2007, le site commence rapidement à créer des catégories de contenu spécifiques telles que social, tech, sports, divertissement, actualités & événements, et jeux-vidéos. La catégorie jeux-vidéos, en particulier, connait une croissance très rapide et devient la plus populaire du site.
En juin 2011, l'entreprise décide de créer une marque et un site à part pour le contenu sur les jeux-vidéos. Ils la nomment TwitchTV (plus tard renommé Twitch), inspiré par le terme « twitch gameplay ». Le 29 août 2011, Shear devient PDG de Justin.tv, et reste à ce poste lorsque l'entreprise se recentre autour de Twitch en 2014, qui devient rapidement son produit phare,.
Le 25 août 2014, Amazon acquiert officiellement Twitch pour un montant de 970 millions de dollars.

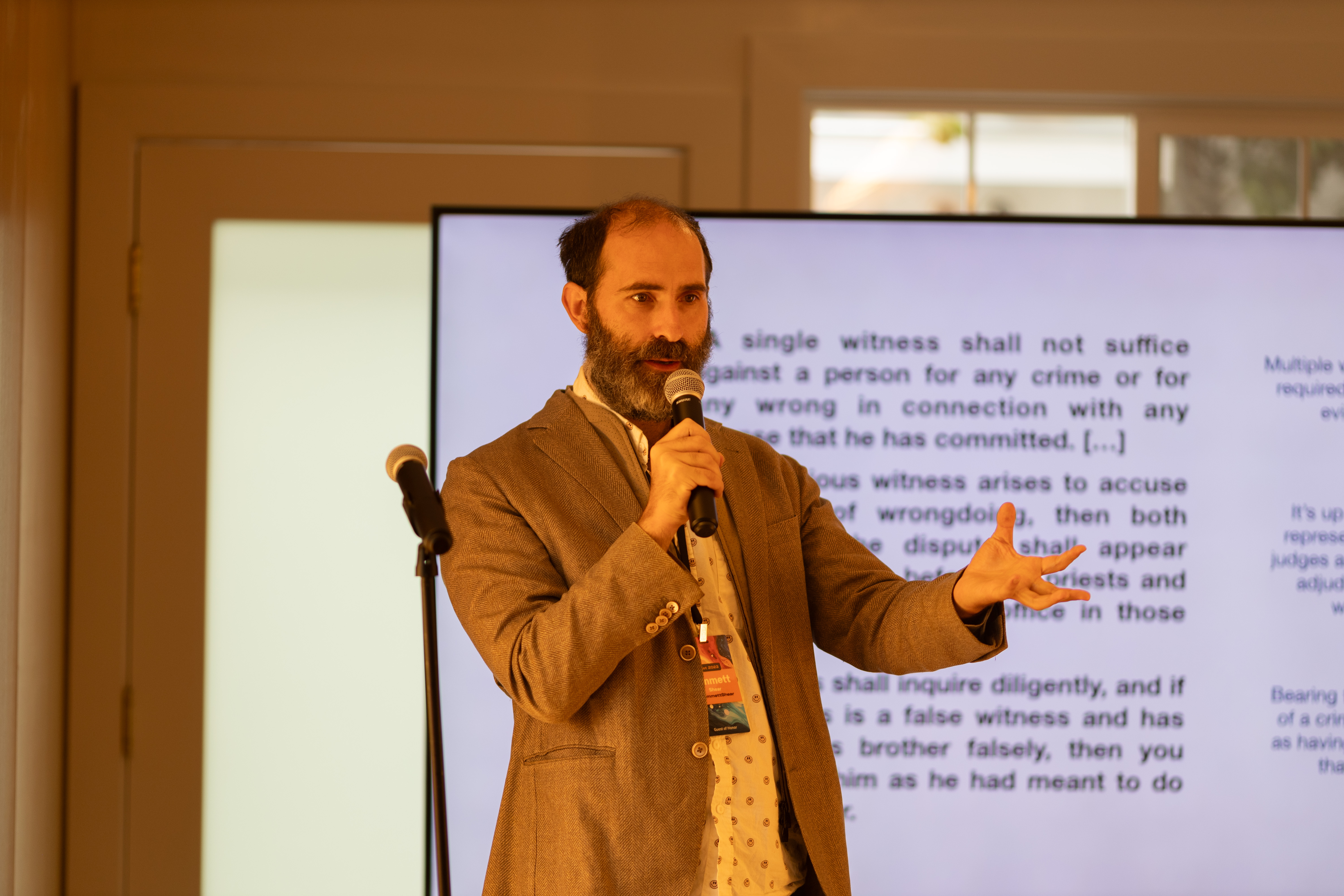
Emmett Shear s'exprimant au Manifest 2023

En mars 2023, Shear annonce qu'il démissionne de son poste de PDG et que Daniel Joseph Clancy (en) prend le relais.

### Investissement
Shear devient partenaire à temps partiel chez Y Combinator en juin 2011, où il propose des conseils aux nouvelles startups,.

### OpenAI
Le 19 novembre 2023, Shear est nommé PDG par intérim d'OpenAI, à la suite de la destitution de Sam Altman par le conseil d'administration deux jours plus tôt. Le 21 novembre, un accord est conclu pour réintégrer Altman au poste de PDG. Il a été précédemment rapporté que Shear avait menacé de démissionner de son poste de PDG si le conseil d'administration ne pouvait pas fournir de preuves pour justifier le licenciement d'Altman.
Shear déclare publiquement qu'il était préoccupé par l'impact que l'IA peut avoir sur la civilisation. Il estime, avec une large incertitude, à entre 5 et 50% la probabilité d'une catastrophe existentielle liée à l'IA telle que l'extinction de l'humanité,.

## Philanthropie
En mars 2020, pendant la pandémie de COVID-19, via Twitch, Shear fait un don initial d'un million de dollars américains pour lancer SF New Deal, une organisation à but non lucratif qui commande des repas auprès de restaurants de San Francisco et les livre aux personnes dans le besoin. L'organisation est fondée par sa camarade de classe de Yale, Leonore Estrada, propriétaire de Three Babes Bakeshop dans le quartier Bayview de San Francisco,,.